# Біле світло (фільм)
Біле світло (англ. White Light) — американський фільм.

## Сюжет
Поліцейський Сін Крейг був убитий при виконанні чергового службового завдання. У загробному житті він зустрічає дуже красиву дівчину Рейчел Рутледж, в яку шалено закохується. Цій дівчині загрожує смертельна небезпека і Крейг хоче її врятувати. Любов до Рейчел і бажання врятувати її роблять для Крейга неможливе - він якимось щасливим чином оживає. Продовжуючи залишатися деякий час в напівзабутті поліцейський бачить можливі події - погрози злочинців, смерть дівчини. Крейг намагається відстежити всі події і з'ясовує що життя дівчини і його власне життя чимось пов'язані. Поліцейський збирає важливу інформацію - вона дозволить у майбутньому знайти ворогів дівчини, які хочуть її вбити і які одночасно виявляються ворогами самого Крейга.

## У ролях
| Актор              | Роль                           |
| ------------------ | ------------------------------ |
| Мартін Коув        | Сін Крейг                      |
| Еллісон Хоссак     | Рейчел Рутледж                 |
| Марта Генрі        | доктор Елла Вінгврайт          |
| Хайді фон Паллеске | Дебра Галіфакс                 |
| Джордж Спердакос   | Девід Рамон                    |
| Хіт Ламбертс       | Енді Веслі                     |
| Джеймс Перселл     | Білл Докерті                   |
| Брюс Боа           | Клей Ейвері                    |
| Кріста Булмер      | медсестра 1                    |
| Томас Кевена       | секретар Елли                  |
| Ів Кроуфорд        | Домінік Меддоу                 |
| Мішелін Емель      | Карен Мартен                   |
| Тіта Гріффін       | медсестра в лікарні Cove Beach |
| Пітер Джеків       | Фредді                         |
| Філліп Джарретт    | репортер                       |
| Денніс Крістенсен  |                                |
| Хезер Сміт         | Sweet Young Thing              |
| Рауль Трухільйо    | Hatchet                        |
| Марія Воррен       | медсестра 2                    |